# Луций Юний Квинт Вибий Крисп
Луций Юний Квинт Вибий Крисп (лат. Lucius Iunius Quintus Vibius Crispus) — римский политический деятель второй половины I века.
Одна из самых колоритных фигур времени Нерона и Веспасиана. Выдающийся оратор,  отличавшийся  "веселым красноречием" (Квинтилиан. О воспитании оратора, XII,  10,  11). Происходил из древнего сабелльского рода Вибиев из Верцелл. Его племянником был консул-суффект 86 года Квинт Вибий Секунд. По всей видимости, в правление Тиберия был включен в состав сената. В 62 году Крисп был консулом-суффектом, затем он занимал должности куратора водоснабжения Рима и проконсула провинции Африка.
В 72—73 годах Юний исполнял обязанности легата пропретора Тарраконской Испании. В 77 году становится консулом-суффектом во второй раз вместе с Тиберием Плавтием Сильваном Элианом. В 83 году в третий раз становится консулом-суффектом вместе с Авлом Дидием Галлом Фабрицием Вейентоном. Крисп был другом императоров Вителлия, Веспасиана, Тита и Домициана, имел значительное влияние в сенате. Благодаря его вмешательству было наказано множество доносчиков времён Нерона, хотя сам был доносчиком,  составившим  за  счет своих жертв огромное состояние (Тацит. Диалог  об  ораторах,  8). Умер глубоким стариком, окруженный почетом, в 92 г. на 84 году жизни.